# Eleccions generals de Guinea Equatorial de 1999
Les eleccions generals de Guinea Equatorial de 1999 van tenir lloc el 7 de març de 1999. Foren guanyades pel Partit Democràtic de Guinea Equatorial del President Teodoro Obiang Nguema Mbasogo, qui va obtenir 75 dels 80 escons de la Cambra dels Representants del Poble.

## Results
| Eleccions generals de Guinea Equatorial, 1999 | Eleccions generals de Guinea Equatorial, 1999 | Eleccions generals de Guinea Equatorial, 1999 | Eleccions generals de Guinea Equatorial, 1999 |
| Partits                                       | Vots                                          | %                                             | Escons                                        |
| --------------------------------------------- | --------------------------------------------- | --------------------------------------------- | --------------------------------------------- |
| Partit Democràtic de Guinea Equatorial        | 156.949                                       | 85,5                                          | 75                                            |
| Unió Popular de Guinea Equatorial             | 11.771                                        | 6,4                                           | 4                                             |
| Convergència per a la Democràcia Social       | 9.735                                         | 5,3                                           | 1                                             |
| Altres                                        | 5.073                                         | 2,5                                           | 0                                             |
| Total (participació 94.9%)                    | 184,218                                       |                                               | 80                                            |
| Font:                                         |                                               |                                               |                                               |